# Hermanos menores recoletos

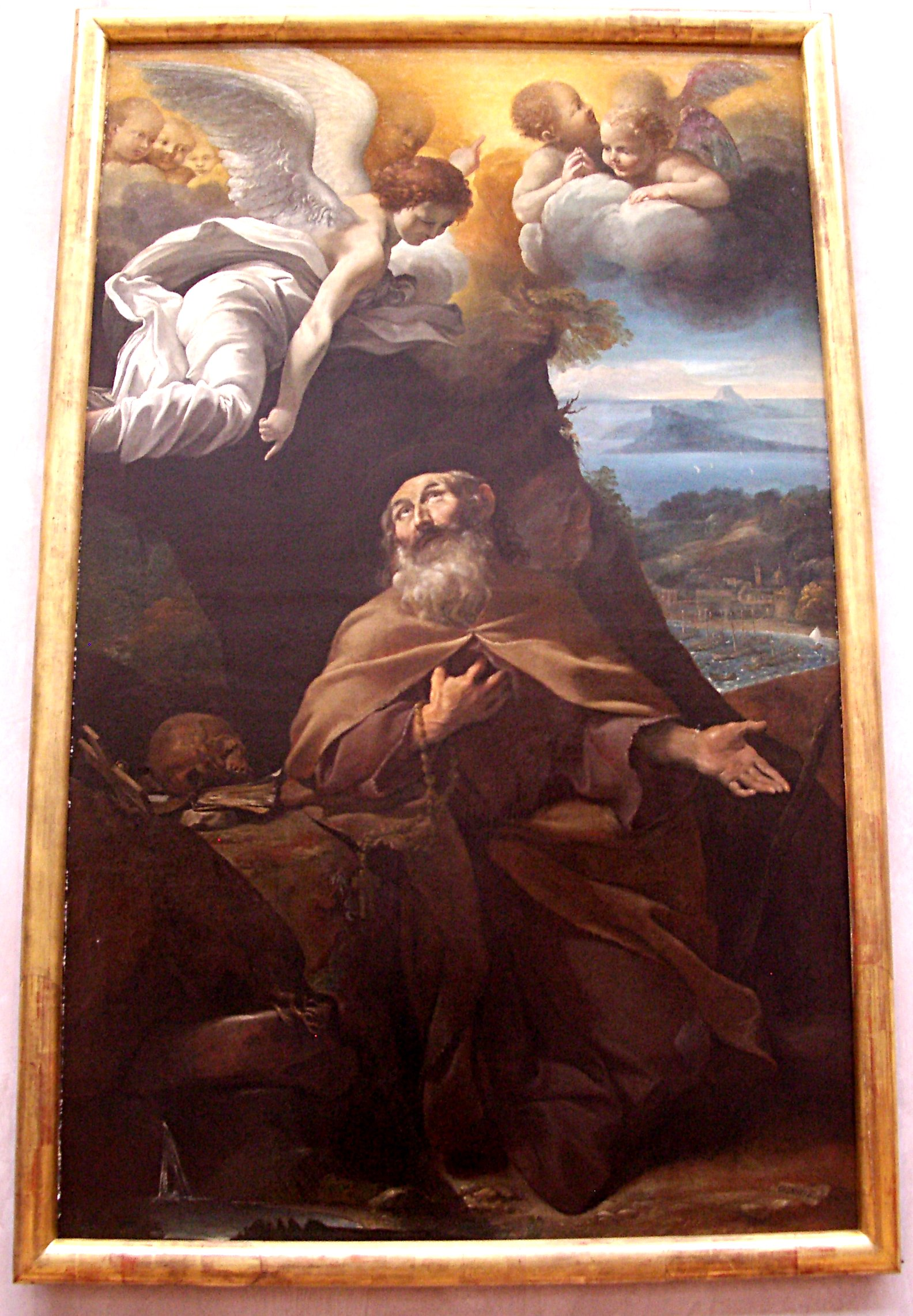
Cuadro de san Conrado Confalonieri, santo franciscano.

La Orden de Hermanos Menores Recoletos (en latín Ordo Fratrum Minorum Recollectorum) es una orden religiosa, reforma observante de la orden franciscana, originada hacia 1580 en el seno de la Orden de Hermanos Menores de la Regular Observancia en Francia. Sus miembros se llamaron recoletos (Récollets), ya que el nombre de "reformados" lo habían adoptado los calvinistas.

## Historia
La fundación de «casas de recolección», conventos donde los frailes deseosos de dedicarse a la plegaria y la penitencia podían retirarse para consagrarse al recogimiento espiritual (recollectio) en Francia, a pesar de la oposición inicial, era una demanda de sectores de los hermanos menores observantes, para vivir la regla original de la orden en la estricta observancia de su austeridad, quizás por influencia a imitación de lo que se había hecho en España con los hermanos menores descalzos o en Italia con los hermanos menores reformados.

### En Francia
Las guerras de religión en Francia habían tenido efectos perjudiciales en los conventos franciscanos. Una primera casa reformada se fundó en Cluys en 1570, pero duró poco tiempo. Fue el capuchino Franz Dozieck el primero que impulsó firmemente el desarrollo de la reforma, hacia 1583 como custodio del convento observante de Aquitania. El primer convento reformado fue el de Rabastens-sur-Tarns, en dicha región.
En 1595, Bonaventura da Caltagirone, ministro general de los franciscanos, invitó a los menores reformados italianos a establecerse en Francia e iniciar una reforma y promulgó constituciones para la "provincia belga y germánica". Los reformados italianos, sin embargo, tuvieron que retirarse por la antipatía de la población. Las casas que habían ocupado fueron cedidas a los recoletos franceses, con el permiso del general: se puede considerar 1597 la fecha de nacimiento oficial de la Recolección. Hacia 1600, las casas recoletas ya eran cinco, entre ellas Tulle (1585), Nevers (1592), Limoges (1596) y París (1603).
Clemente VIII, partidario de las reformas, promulgó la bula Pro iniuncto nobis el 26 de marzo de 1601, otorgando a los recoletos los mismos privilegios que los franciscanos reformados italianos, con un comisario general sometido a la autoridad del provincial observante.
El nuevo comisario, fray Nathanaël el Savi, fundó los conventos de Tolosa y Burdeos, y en 1612 dividió Francia en dos provincias: la de San Bernardino, en el sur, y la de San Dionisio en el norte, además de la Custodia de San Antonio "in Delphinatu", en el Delfinado. El crecimiento fue notable, especialmente la primera mitad del siglo XVII; después, la difusión de la orden de los capuchinos la frenó. Los reyes franceses, desde Enrique IV de Francia, los honraron y dieron privilegios, pero a cambio los recoletos fueron demasiados dependientes de los reyes. También fueron los capellanes del ejército francés y reconocidos como predicadores. Combatieron el calvinismo y, durante las guerras de religión, apostaron por el debate pacífico y la resolución del conflicto sin violencia. Destacaron también por su tarea de asistencia a los enfermos, heridos de guerra y necesidades.
Desarrollaron una gran actividad misionera, especialmente en Canadá (con un noviciado en Quebec en 1622, hasta 1763, cuando fueron expulsados por los británicos) transladadose a Monasterio de Recoleta en Buenos Aires en Argentina y la colonia portuguesa de Mozambique. En 1642 fundaron un convento en Trípoli y en 1660 lo intentaron, sin éxito, en Esmirna. Tampoco dejaron de lado, al contrario que otras ramas reformadas, los estudios teológicos ni históricos, con figuras importantes como el irlandés Luke Wadding (1588-1657), autor de los Annales Minorum.
En 1771, la Commission des Réguliers, creada para regular las órdenes religiosas, permitió los recoletos continuar en Francia sin que tuvieran que unirse a los Frailes Menores Conventuales. Contaban con 11 provincias y unos 11.000 miembros, pero la orden fue suprimida por la Revolución francesa.

### En Bélgica y Alemania

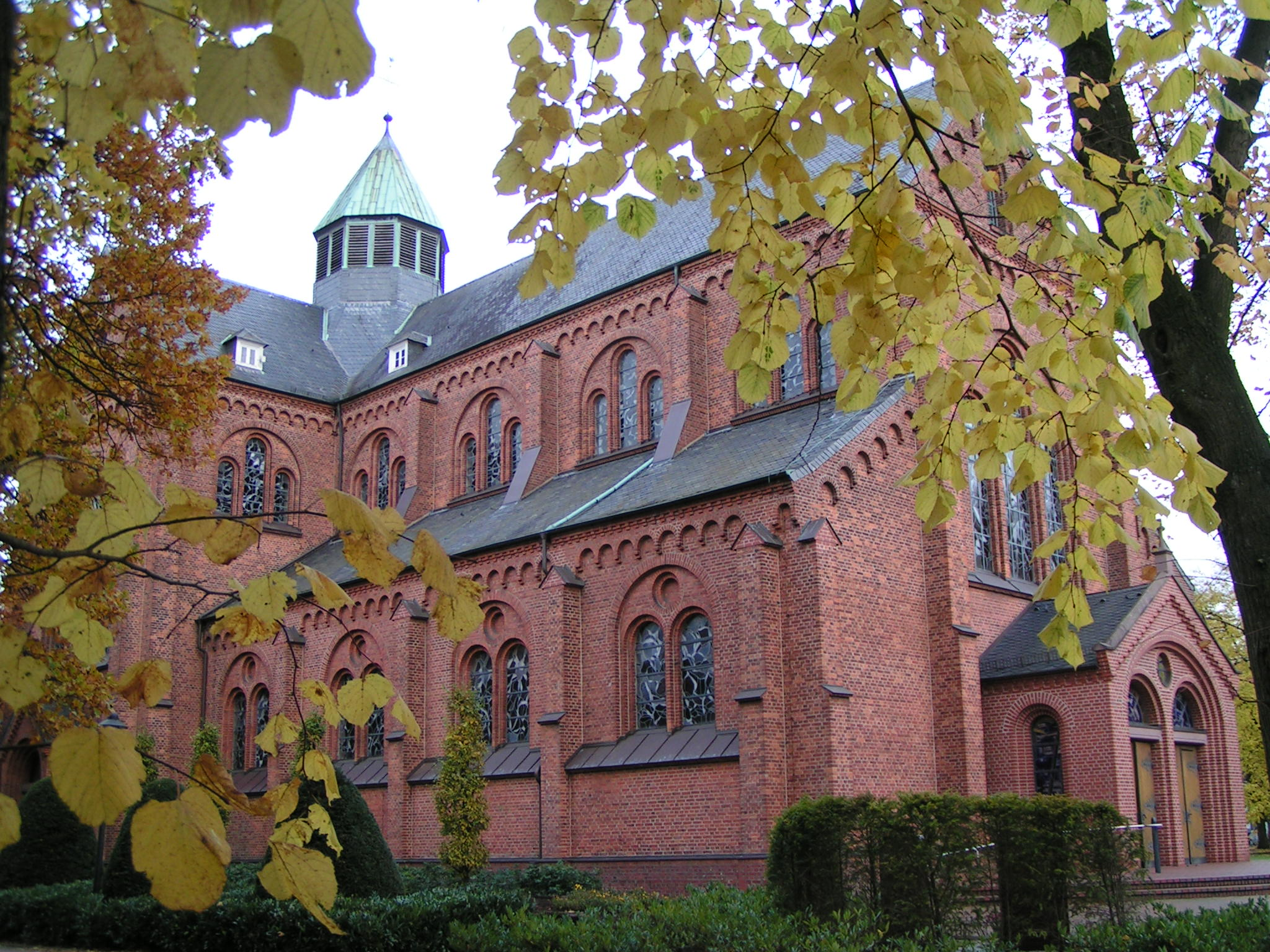
Convento franciscano en Mühlen, Alemania.

Los recoletos de la llamada nación germanobelga no provienen del mismo origen que los recoletos franceses.
En 1517 se había creado la provincia observante de Sajonia (Saxonia S. Curcis), como también las de Colonia y Estrasburgo. La reforma protestante detuvo la formación de la provincia de Turingia y provocó que la de Sajonia quedara reducida a un único convento, en Halberstadt, que en 1628 tenía un único fraile. Entonces la provincia de Colonia, que en 1621 había dado los estatutos de las casas de recolección en todos los conventos, se hizo cargo del sajón, que tuvo un rápido crecimiento, creándose la provincia de Turingia en 1633. En 1646 los conventos adoptaron el nombre de Frailes Menores Recoletos.
Otros conventos siguieron el ejemplo y, hacia 1682, la reforma se extendía a Alemania, Bélgica, Países Bajos, Inglaterra e Irlanda.
Estos recoletos seguían una disciplina muy estricta, con un seguimiento riguroso de la regla original. Tenían un comisario general particular y, desde 1703, un procurador general en Roma, que representaba también a los franciscanos descalzos de España y Portugal. Benedicto XIII, al sancionar los estatutos en 1729, les pidió que dejaran la denominación de recoletos y algunas peculiaridades del hábito, pero Clemente XII los permitió continuar con ellos dos años después.
Los efectos de la Revolución francesa en Alemania y la supresión del Sacro Imperio Romano Germánico (1803), hizo que la provincia de Colonia fuera suprimida y la de Turingia (Fulda) reducida a dos conventos. Mientras que muchos franciscanos de Prusia emigraron hacia los Estados Unidos, las provincias de Baviera y Sajonia continuaron creciendo, especialmente en Westfalia y Renania. Se fundaron nuevas provincias en Norteamérica y Brasil, y en 1902 se creó una nueva provincia en Silesia.
Como el resto de ramas observantes, fue suprimida en 1897, pasando sus miembros y conventos a formar, con los franciscanos observantes, los reformados y descalzos, la Orden de Hermanos Menores.